# Dinah Maria Mulock

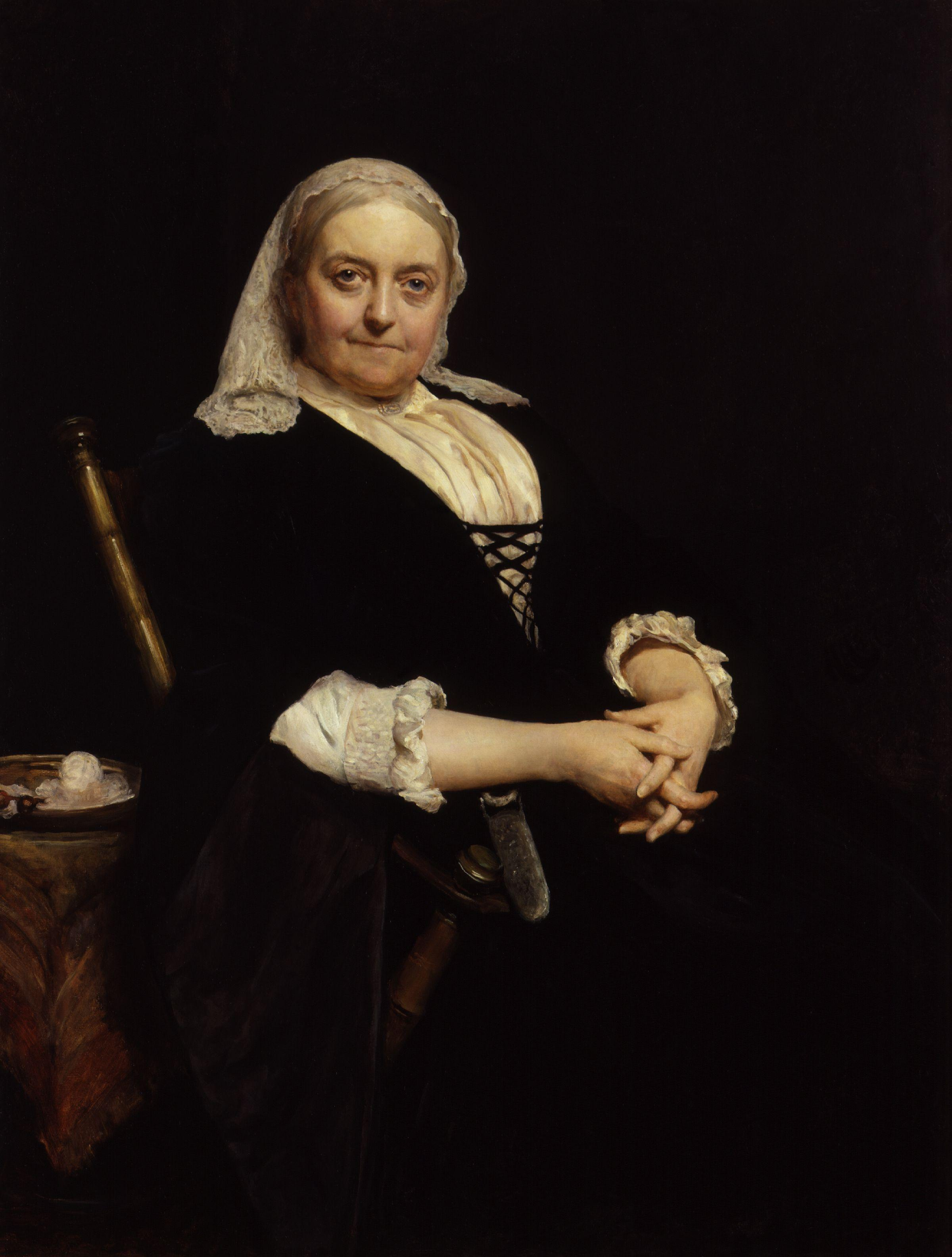
Dinah Craik, Hubert von Herkomer, 1887

Dinah Maria Mulock, também conhecida como Dinah Maria Mulock Craik, Dinah Craik, Dinah Mulock Craik, Miss Mulock ou Mrs. Craik (20 de abril de 1826 - 12 de outubro de 1887) é uma novelista e poeta inglesa.